# Шиладітья
Шиладітья (д/н — до 590) — самраат і нараджіпаті Малви у з 540/545 року.

## Життєпис
Походив з Другої династії Авлікара. Син самраата Яшодармана. За різними відомостями успадкував трон у 540 або 545 році. Ймовірно не мав гідного авторитету чи хисту, оскільки невдовзі в усіх частина Авлікарської імперії почалися повстання. До цього додалося вторгнення гуптських військ на чолі із Кумарагуптою III (або Вішнугуптою I). Від них Шиладіться зазнав поразки, втікши до двору гунського володаря Праварасени. Той відновив Шиладітью на троні, завдавши поразки Гуптам, але натмоість встановив зверхність над Малвою.
Згідно з відомостями китайського мандрівника Сюаньцзана панував 6 років. Проте залишається дискусійним, від чого рахувати. Або це період 540—545 років, чи вже після 545 року. Висувається версія, що Шиладітья все ж панував тривалий час, спираючись на допомогу Праварасени. Лише після смерті останнього у 590 році сина Шиладітьї (ім'я невідоме) повалив Прабхакаравардхана, магараджахіраджа Шрікантхи, одружившись з донькою або сестрою Шиладітьї — Ясоматі.
Також з періоду панування Шиладітьї знано, що він був прихильником буддизму, на відміну від ворожих Східних Гуптів, що вклонялися Шиві.